# Goliath (Bible)
Pour les articles homonymes, voir Goliath.

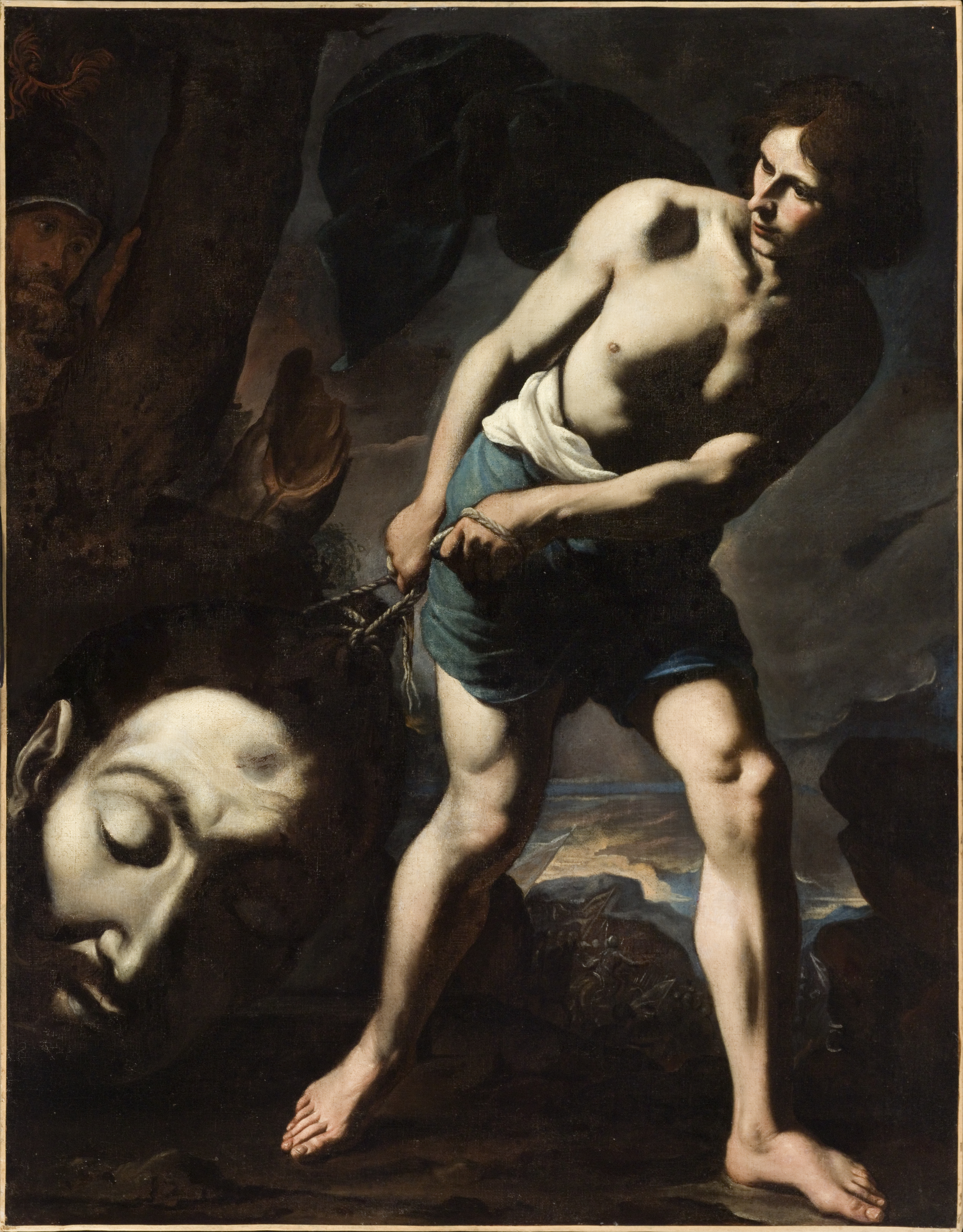
David avec la tête de Goliath, par Andrea Vaccaro, vers 1635

Goliath (nom hébreu : גָּלְיָת ; nom arabe : جالوت), aussi connu sous le nom « Goliath de Gath » — du nom d'une des cinq cités-États philistines — est un personnage biblique du Tanakh et de l'Ancien Testament. Dans la Bible, le récit de son combat avec David est au chapitre 17 du Premier Livre de Samuel. Dans le Coran, Goliath est connu sous le nom de Jalout.

## Étymologie
Goliath est un nom indo-européen suggéré. Ainsi Goliath pourrait être rapproché du lydien Alyattes/Wylattes.

## Récit biblique
Le récit décrit Goliath comme étant un géant d'une taille « de six coudées et un empan » soit environ 2,90 m, avec une cotte de mailles en cuivre d'une masse de 5 000 sicles, soit 57 kg, et la lame en fer de sa lance de 600 sicles soit près de 7 kg.
Goliath partit du camp philistin et mit l'armée d'Israël au défi de trouver un homme suffisamment fort pour gagner un duel déterminant l'issue du combat entre les deux nations. Cette provocation fut réitérée quotidiennement pendant 40 jours, matin et soir dans la vallée des Térébinthes. Finalement, David, jeune berger agréé par Dieu, releva le défi lancé par Goliath. Après avoir déclaré qu'il venait contre lui avec l'appui de Dieu, David lui jeta une pierre avec sa fronde. Celle-ci s'enfonça dans le front de Goliath qui tomba à terre. David lui prit son épée et acheva le géant en lui coupant la tête. Plus tard, David se rend chez le prêtre Achimélech dans la ville de Nob et reprend l'épée de Goliath.
Goliath a un frère appelé Lahmi qui est tué par Elchanan le fils de Jaïr. Goliath et Lahmi sont des descendants des Rephaïm,.

## Considérations textuelles

### Goliath et le roi Saül
La trame du récit de Goliath a pour but de montrer que Saül n'est plus digne d'être roi (et que David l'est). 
Goliath était le champion des Philistins, qui se battaient pour dominer le territoire. Pourtant, selon le pasteur luthérien Mark Koonz de la Emmanuel Lutheran Church, il y avait un homme du camp israélite qui pouvait presque l'égaler en taille : c'était le roi Saül.
Selon le verset 2 du chapitre 9 du Premier livre de Samuel, Saül était plus grand que les autres Israélites, c'est-à-dire qu'il était, selon Mark Koonz, le plus proche de Goliath en taille. 
D'après lui, Saül était le seul Israélite à posséder une armure corporelle de qualité comparable à celle de Goliath donc il aurait dû être le champion qui représentait Israël.
De plus, selon lui, contrairement aux autres soldats israélites, Saül craignait son habileté et son entraînement et non sa taille.  Le pasteur Mark Koonz explique qu'il est sous-entendu que si Saül avait placé sa confiance en Dieu pour sa protection et son aide et lui avait obéi, Dieu l'aurait honoré et lui aurait donné la victoire sur Goliath.  
En combattant et en battant le champion des philistins, David agit comme le roi aurait dû le faire. En fait, selon J. Daniel Hays, un doyen de la Pruet School of Christian Studies et un professeur de l'Ancien Testament à l' Université baptiste d'Ouachita (en), le jeune David endosse officieusement le rôle de roi dans cette bataille, en échangeant le troupeau de moutons au sens propre de son père humain contre le troupeau de moutons au sens figuré (les Israélites) de son père céleste, puis en tuant celui qui menace le troupeau. Hays estime qu'il ne fait aucun doute que David aurait pu se proclamer roi à ce moment-là, et que la nation israélite l'aurait suivi. Cependant, Hays rappelle que David, contrairement à Saül, est un homme selon le cœur de Dieu, et il attend que Dieu destitue Saül du trône pour être le roi.
Hays estime que si Goliath mesure 1,80 m, cela met encore plus en évidence le fait qu'il incombait à Saül d'aller le combattre, soulignant ainsi le contraste important entre le roi effrayé et le jeune berger courageux, contraste qui caractérise selon lui la majeure partie de 1 Samuel.

## Historicité
Les débats sur l'historicité de Goliath ont été lancés en 2002 par les travaux de Israël Finkelstein, puis relayé par ceux de Thomas Römer et de Diana Edelman. Les doutes sur l'existence réelle du personnage tiennent essentiellement au fait que son combat contre David correspond à un procédé littéraire destiné à montrer la supériorité de David sur Saül – qui refuse de combattre le géant – et notamment au fait qu'il semble y avoir au moins deux versions mélangées du récit, au fait que la description de Goliath ressemble plus à un hoplite grec de l'âge de fer qu'à un combattant mycénien de l'âge de bronze, ainsi qu'au fait qu'il n'existe aucune référence extra-biblique ou archéologique mentionnant Goliath. Alors que le premier livre de Samuel (17.7) attribue la victoire sur Goliath à David, le deuxième livre de Samuel (21.19), indique que cet exploit est dû à Elhanan.
Si Goliath a réellement existé, des chercheurs supposent que ce géant pouvait être atteint d'une affection appelée acromégalie-gigantisme,.

## Dans la culture

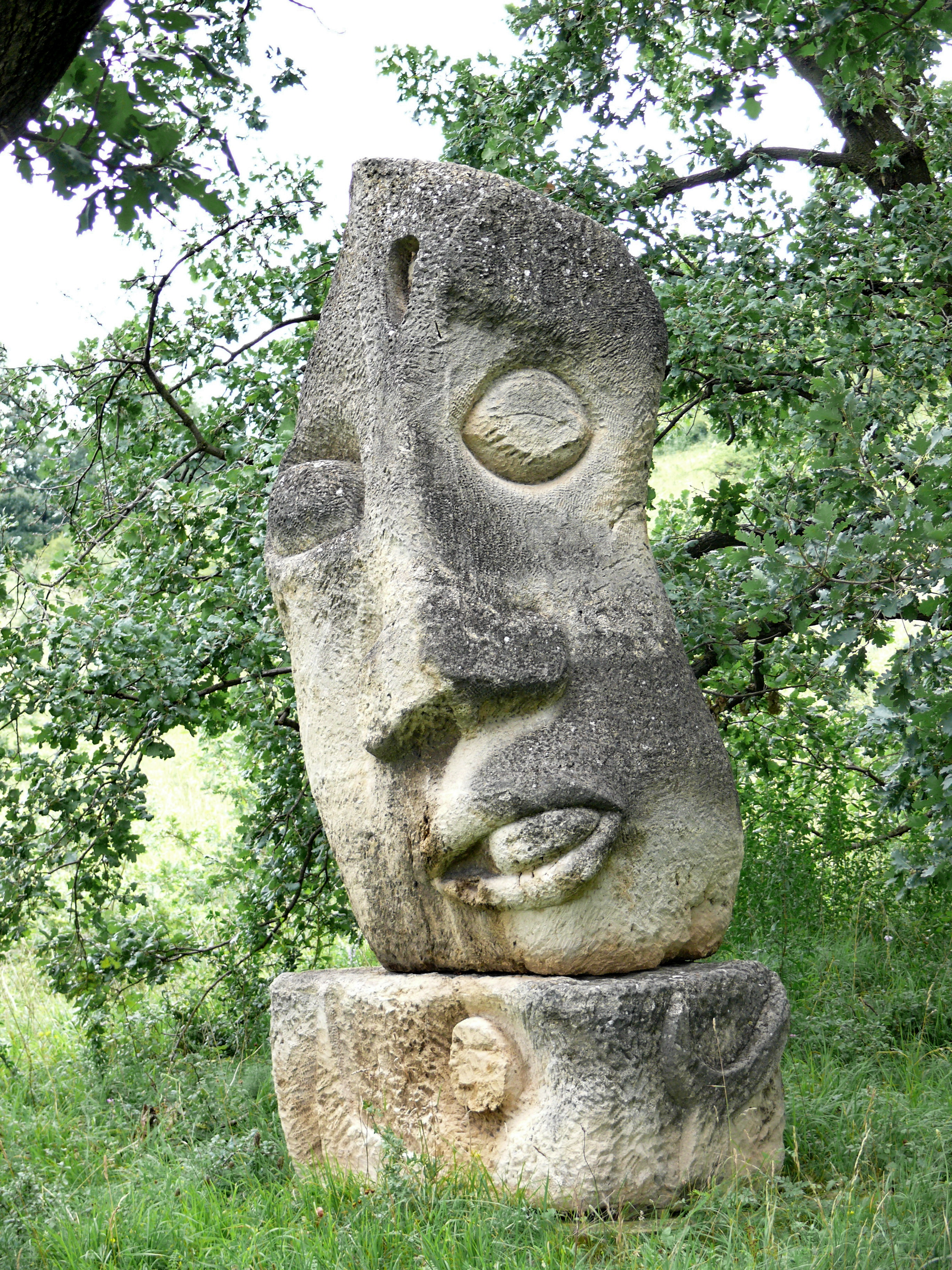
Le Goliath d'Achiam (1961)

### Littérature
- Joachim de Coignac, La Déconfiture de Goliath, tragédie, 1551 : au vers 644, Goliath y est qualifié de « Philistin inhumain ».
- Louis Des Masures, dans David combattant (1566) le présente comme l' « Homme le plus meschant de tous les Philisthins » (v. 269).

### Peinture
- David et Goliath, un tableau du Titien, de 1540.
- David et Goliath un tableau du Caravage de 1599 ;
- David avec la tête de Goliath un tableau du Caravage de 1606-1607 ;
- David avec la tête de Goliath un tableau du Caravage de 1610 ;
- David et Goliath, tableau à double face de Daniele da Volterra sur ardoise, d’après un dessin de Michel-Ange ;

### Cinéma
- David et Goliath (1908), film américain de Sidney Olcott ;
- David et Goliath (1910), film français de Henri Andréani ;
- David et Goliath (1960), film italien de Richard Pottier.

### Folklore
Le géant Goliath est présent dans de nombreuses processions dans les régions de tradition catholique d'Europe.

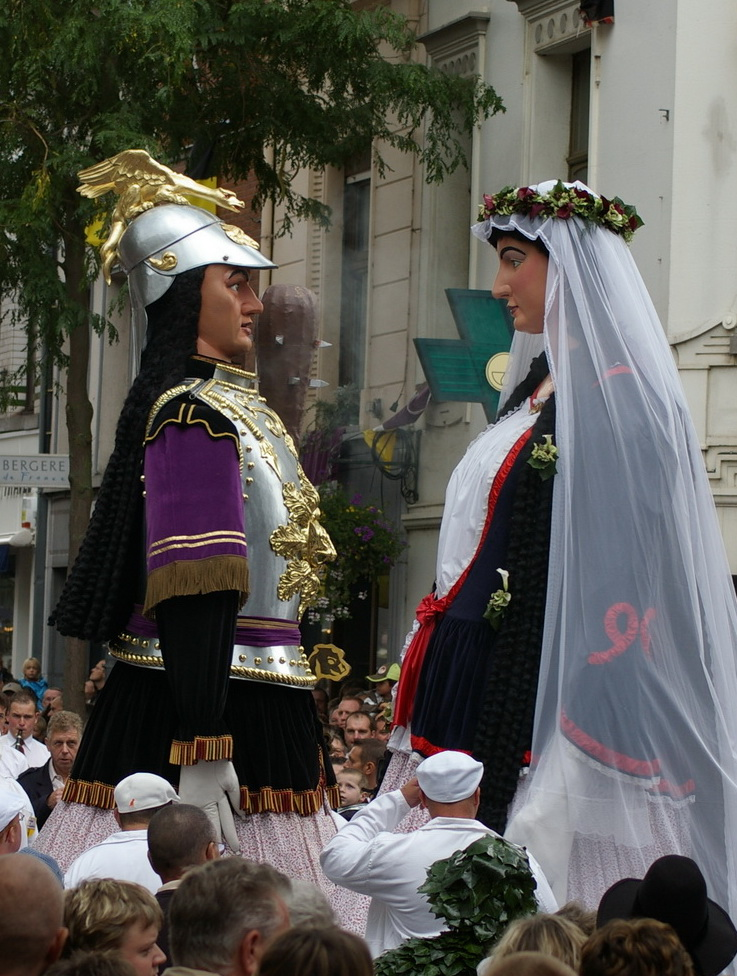
M. et Mme Goliath dansent sur le pont du Gadre, pendant la ducasse d'Ath.